# Geek Picnic
Geek Picnic — крупный европейский научно-популярный фестиваль и open air, посвящённый современным технологиям, науке и творчеству.
Первый фестиваль прошёл в Санкт-Петербурге в 2011 году. С 2014 года Geek Picnic проводился в Москве и Петербурге. В 2016 году впервые Geek Picnic прошёл в Израиле и Краснодаре.
Содержательную и научную программу фестиваля с 2018 года курирует Экспертный совет, в который входят ведущие ученые, популяризаторы науки, общественные деятели.
Последний на данный момент фестиваль прошёл в Москве 27–28 мая 2023 года.

## Фестивали

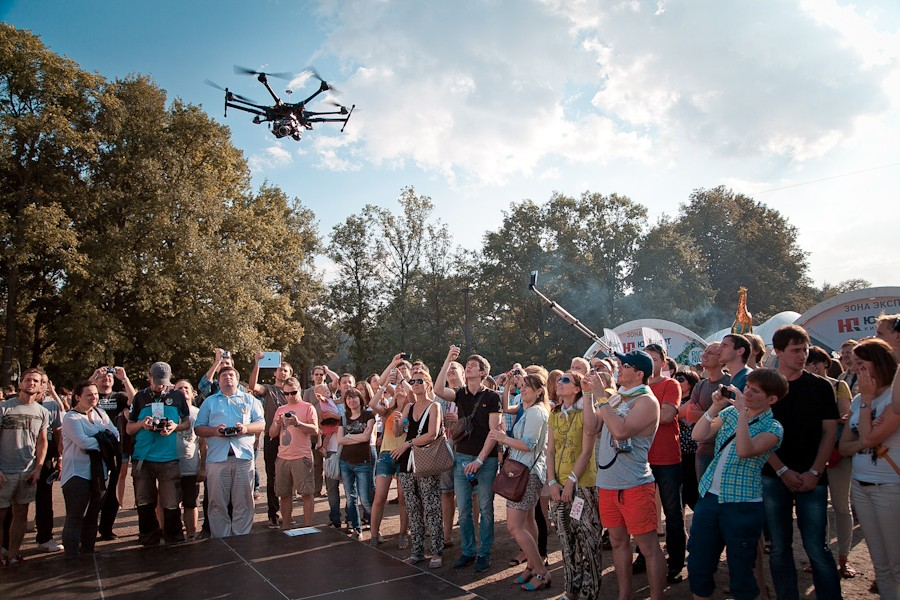
Квадракоптеры на фестивале в 2013 году.

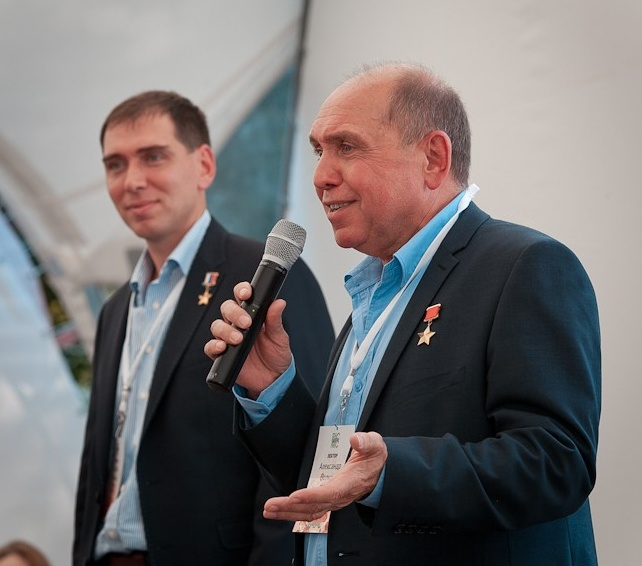
Сергей и Александр Волковы, космонавты, герои СССР и России. 2013 год.

### 2011
Первый Geek Picnic в формате городского пикника прошёл 6 августа 2011 года на острове Новая Голландия в центре Санкт-Петербурга. На открытом воздухе располагались современные игровые приставки, 3D-принтер, роботы, одноколёсные велосипеды и джамперы, зона для игр и спортивная площадка. Фестиваль привлёк более 1500 посетителей.

### 2012
3 августа 2012 года на площадке Новой Голландии состоялся второй Geek Picnic. В этот год фестиваль имел насыщенную программу мероприятий научно-популярного содержания. Территорию разделили на две части: в зоне образования и карьеры была представлены выставка робототехники, лекции и мастер-классы от специалистов российских IT-компаний, неформальная ярмарка вакансий для программистов, а также лекторий Windarium от Windows; на остальном пространстве расположились открытая библиотека, зона для игр, спортивная площадка и зона пикника. Кроме того, впервые прошли лекции в формате TEDx, организованные совместно с TEDx Neva River, в которой выступали Гайдар Магдануров, Грачик Аджамян, Алексей Воинов, Филипп Кац, Кирилл Шиханов и Юрий Лифшиц. Мероприятие посетило около 7000 человек.

### 2013
В 2013 Geek Picnic стал двухдневным мероприятием (3 и 4 августа) и переместился на Елагин остров. Впервые площадка была разделена на 4 зоны: технологии, наука, искусство, пикник. В зонах участники могли познакомиться с новейшими разработками в области робототехники и 3D-принтеров, музеем интерактивной науки, выставкой метеоритов, лабораторией Fab lab. В каждой из тематической зон совместно с выставками проходили лекции приглашённых предпринимателей, преподавателей и учёных с мировым именем. Среди них были известный лётчик-космонавт Александр Волков, ведущий-преподаватель реалити-шоу «Полиглот» на телеканале «Культура» Дмитрий Петров, инженер Анатолий Вассерман, историк Лев Лурье и первый в мире человек с бионическим протезом руки Найджел Окленд. Параллельно с лекторием проходил чемпионат России среди квадрокоптеров. В зоне отдыха разместились большой фуд-корт, площадка для игр и несколько выставок под открытым небом. За два дня фестиваль посетили около 15 000 человек.

### 2014

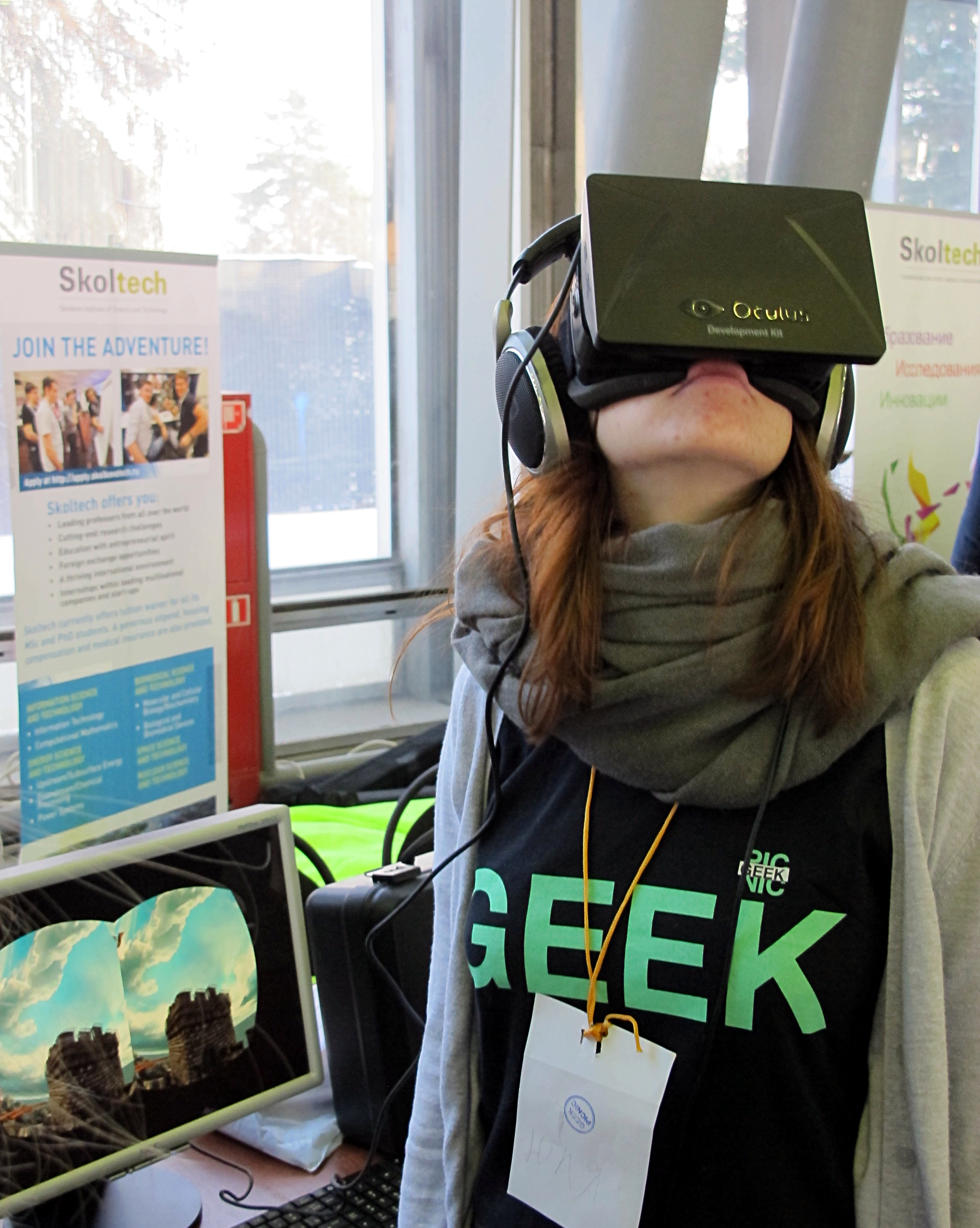
Посетительница московского фестиваля в шлеме Oculus Rift

Первая «зимняя сессия» фестиваля состоялась в Москве на территории Всероссийского Выставочного Центра 25-26 января 2014 года. Площадка в 15 тысяч квадратных метров была разделена на несколько тематических зон: технологии, наука, искусство, лекторий, детская зона, отдых и развлечения. На фестивале с лекциями выступили Анатолий Вассерман и писатель-футуролог Дмитрий Глуховский, провёл скайп-конференцию основатель «проекта Венера» Жак Фреско, выступали музыкант Alexandr Robotnik и проект Desert Planet. Показали самую большую в мире катушку Теслы, прототип 3D-биопринтера, квадрокоптеры, скульптуры трансформеров и образцы роботов, вроде «ассистента» для переноски тяжестей Еxoatlet и французского андроида InMoove. Мероприятие посетили 30 тысяч гостей.
«Летний» Geek Picnic прошёл в Санкт-Петербурге на Елагином острове 9 и 10 августа. Было организовано около 60 научных лекций и 30 мастер-классов по робототехнике и персональному творчеству, чемпионат беспилотных дронов, соревнования роботов и чемпионат по программированию, интерактивная зона Do It Yourself, «Парк роботов», зона с 3D-принтерами. Прошёл 3D Print Fashion — модный показ одежды, напечатанной на 3D-принтере, авторства Ларисы Кац, Пиа Хинце и Джошуа Харкера. На фестиваль пришли около 18 тысяч человек.

### 2015
В Москве фестиваль прошёл 13-14 июня на Красной Пресне. Мероприятия проходили в зонах «Технологии», «Наука», «Искусство», «Пикник», «Экспо» и «Маркет». Центральным событием «ГикПикника» стал съезд людей, модифицировавших своё тело бионическими протезами. Среди них были «киборг»-активист Нил Харбиссон, первый человек с искусственным зрением Дженс Науманн, барабанщик с роботизированной рукой Джейсон Барнс, модель и певица Виктория Модеста. Также на «Пикнике» выступили музыканты, игравшие на напечатанных на 3D-принтере инструментах. В течение двух дней проходили выставка арт-объектов, пиротехническое шоу, чемпионат беспилотных дронов, чемпионат по программированию и несколько десятков лекций, в их числе выступления Кирилла Серебреникова, Анатолия Вассермана, космонавта-испытателя Сергея Рязанского, художницы Боряны Росса. На связь с участниками фестиваля с борта МКС выходили космонавты
Геннадий Падалка и Михаил Корниенко. Мероприятие посетили 22 тысячи человек.
Программа петербургского фестиваля, прошедшего на Елагином Острове 20-21 июня, была схожа с московской. Посетителей приветствовала шеститонная роботизированная рука. Среди «киборгов» присутствовали активист Николас Хуше и певица Виктория Модеста. Среди лекторов были директор Пушкинского музея Марина Лошак, режиссёр и руководитель театра имени Товстоногова Андрей Могучий, музыкант Олег Нестеров, директор лаборатории «Медиакультура» Андрей Свибович и другие деятели науки и искусства. В «Зоне свободного микрофона» выступали с лекцией участники проекта Печа-куча. Летний Geek Picnic посетили около 25 тысяч человек.

### 2016

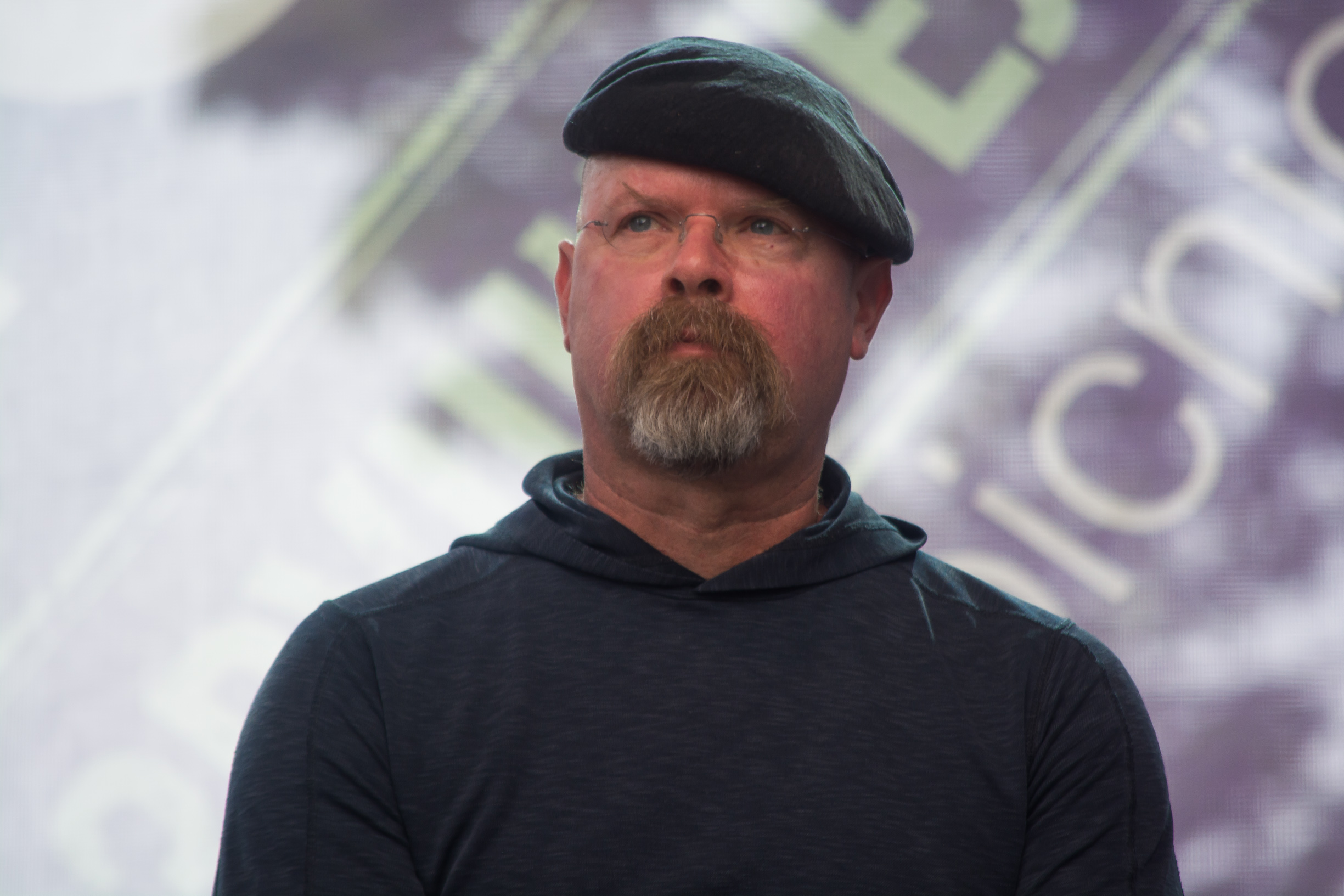
Джейми Хайнеман на Geek Picnic 2016

25-27 апреля в парке Сакер в центре Иерусалима прошёл первый израильский Geek Picnic, на который пришли более 35 тысяч человек. На мероприятии было около 150 выставочных стендов, из них около 75 % представляли израильские команды.
Московский фестиваль прошёл 18-19 июня в музее-заповеднике «Коломенское», в Петербурге — 25-26 июня на Елагином острове. Хедлайнером российских фестивалей стал ведущий «Разрушителей легенд» Джейми Хайнеман. Всего с лекциями выступили более 40 человек, в том числе научный журналист Ася Казанцева, скульптор Андрей Бартенев, политолог Анатолий Вассерман, популяризатор космоса Виталий Егоров, лётчик-космонавт и герой России Антон Шкаплеров и другие. Традиционно фестиваль был разделён на зоны «Наука», «Технологии», «Искусство» и «Пикник». На петербургском фестивале своя секция была у университета ИТМО, в Москве — у Политехнического университета. Были показаны марсоход от СПбГУТ и пятиметровый робот «Дракон», созданный в МХПИ
Geek Picnic в 2016 году побил рекорд по посещаемости: петербургский фестиваль посетили 29 тысяч человек, московское мероприятие привлекло 27 тысяч зрителей.

### 2017

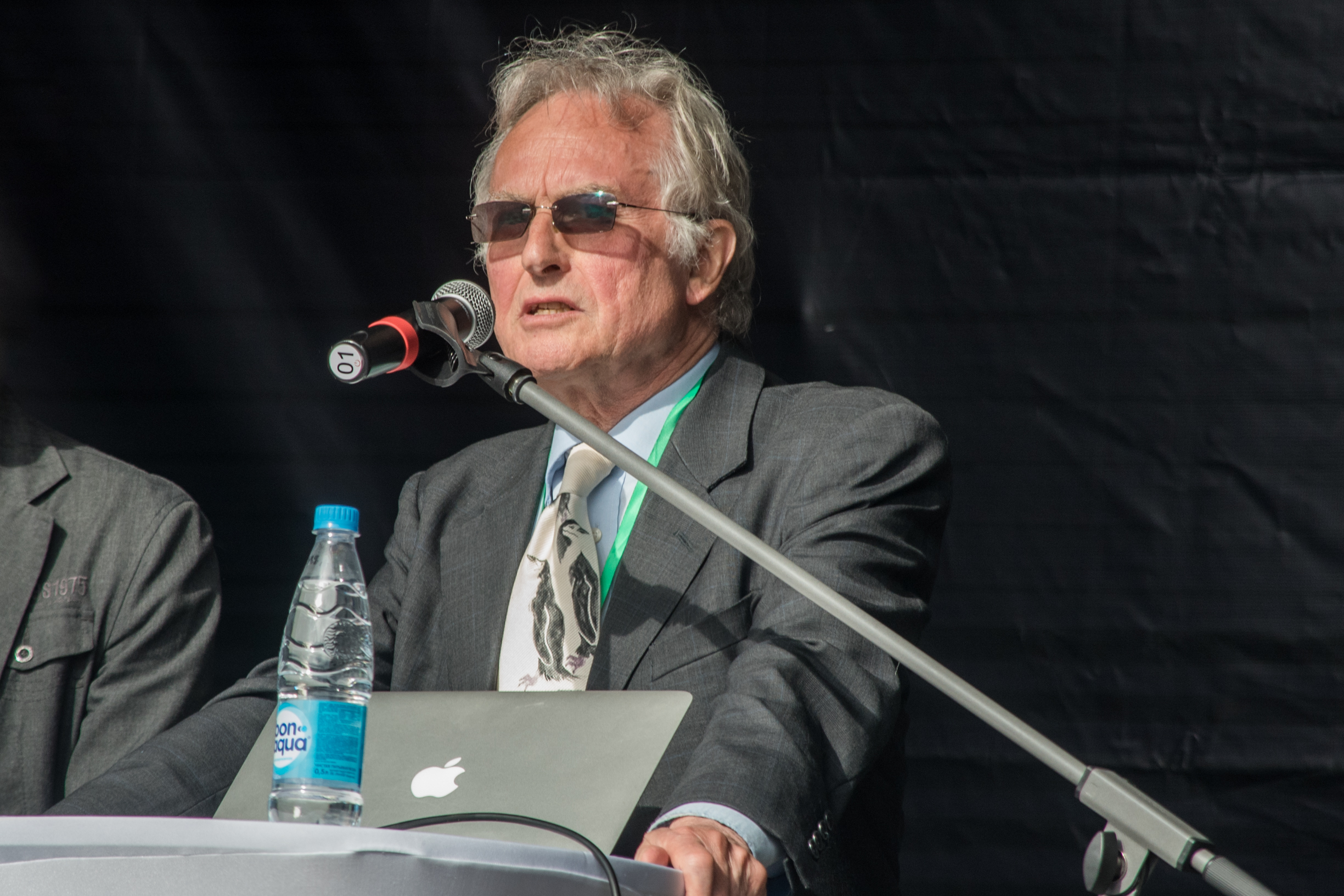
Ричард Докинз на Geek Picnic 2017

В 2017 году московский Geek Picnic прошёл 17-18 июня на территории музея-усадьбы «Коломенское». Фестиваль в Петербурге состоялся неделей позже, 24-25 июня, переместившись в Пулковский парк на юге города.
Главной темой фестивалей 2017 года, соорганизатором которого выступила «Лаборатория Касперского», названы «игры разума». Среди более 20 приглашённых исследователей — Александр Панчин, Пётр Левич, Илья Захаров, Даниэль Ламан и Василий Ключарев. Ключевым лектором петербургского фестиваля стал популяризатор науки Ричард Докинз, а в Москве в качестве главного гостя фестиваля выступил астрофизик Лоуренс Краусс.

### 2018

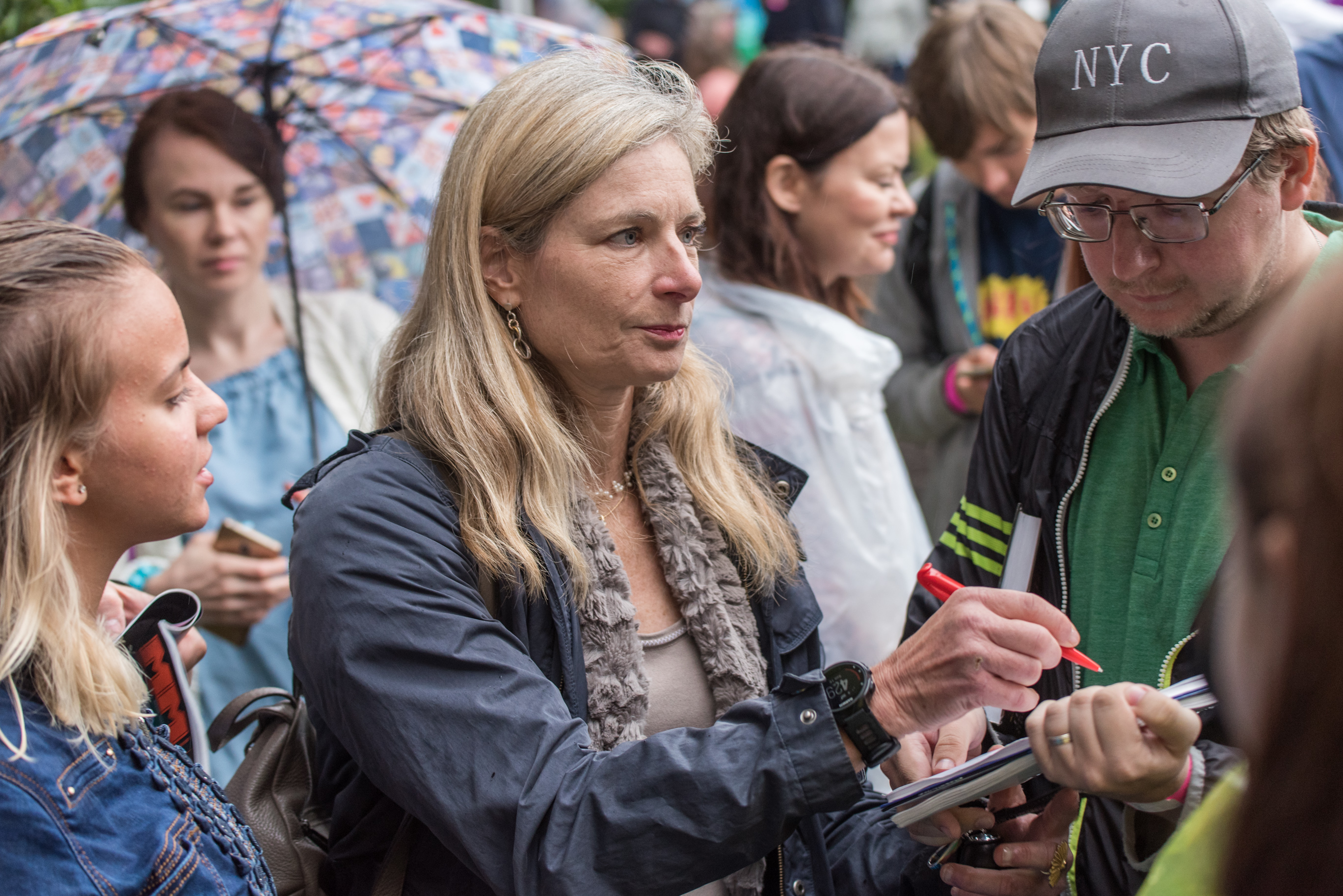
Лиза Рэндалл на Geek Picnic 2018

В 2018 году проведение фестиваля прошли сразу в трёх городах: 11 — 12 августа в Москве, 18 — 19 августа в Санкт-Петербурге и 15 — 16 сентября в Краснодаре. Его темой стала эволюция человека вместе с научно-техническим прогрессом.
На фестивале выступили Лиза Рэндалл (эксперт в области физики элементарных частиц, теории струн и космологии), Сет Стивенс-Давидовиц (бывший сотрудник Google и автор книги «Все лгут. Поисковики, Big Data и Интернет знают о вас всё»), Максим Диденко (один из самых востребованных театральных режиссёров России), Евгений Попадинец создатель научного канала Utopia Show и ещё более 30 лекторов. Среди площадок фестиваля работало представительство Chaos Constructions.

### 2019
В 2019 году фестиваль прошел в трех городах: 6 — 7 июля в Москве, 13 — 14 июля в Санкт-Петербурге и 14 — 15 сентября в Краснодаре. Темой года стала вечная жизнь «ЖИТЬ ВЕЧНО / IMMORTALITY».
Вместе с учеными, популяризаторами науки и культуры зрители обсудили секрет бессмертия, который будоражит умы людей на протяжении многих веков. Узнали ответы на вопросы: приблизили ли к этой мечте человечество современные технологии? И если вечная жизнь возможна, то какой она будет, и нужна ли она?
На главной сцене фестиваля в Приморском Парке Победы в Санкт-Петербурге выступили физик, популяризатор науки и соавтор Стивена Хокинга Леонард Млодинов, художник-акционист Стеларк, который вырастил искусственное ухо на своей руке, а также автор книги «Путешествие хирурга по телу человека» Гэвин Фрэнсис и летчик-космонавт Андрей Борисенко.
Хедлаейнерами фестиваля на Воробьевых горах в Москве стали британский биолог-геронтолог, информатик и математик Обри Ди Грей, создатель портала Pikabu Максим Хрящев и художник-акционист Стеларк.
В обоих городах впервые была представлена полоса препятствий для водителей самодельных треш-каров «Дорога ярости». Все желающие могли смастерить из подручных средств свой собственный автомобиль и прокатиться на нем по территории полосы препятствий и выиграть приз.
Также в 2019 году на Geek Picnic развернулся кинотеатр под открытым небом. Транслировались фильмы о науке, мультсериалы для самых маленьких зрителей и научно-популярные сериалы от HBO.
Все посетители могли познакомиться с собакой-роботом Laikago и любоваться арт-объектами от творческой группы ВАРЕНЪЙЕ ОРГАНИЗМ.

### 2020
В 2020 году Geek Picnic в связи с эпидемиологической ситуацией поменял формат и перешел в online. Тема года — «Мультивселенная»: тема присутствия в других пространствах, исследования параллельных реальностей и погружения в иные миры.
Первый GEEK PICNIC Online прошел 27 июня. Участниками лайнапа стали астрофизик и автор бестселлера «Фабрика планет: Экзопланеты и поиски второй Земли» Элизабет Таскер, автор научно-популярного канала «Физика от Побединского» Дмитрий Побединский и стример Вика Картер. Специально для фестиваля были созданы объекты виртуальной архитектуры GEEK Pavilion и собственные миры в игре Roblox.
Второй GEEK PICNIC Online 2.0 развернулся на три дня и прошел 6-8 августа. Программа фестиваля значительно расширилась. Зрители могли послушать выступления ирландского писателя-фантаста Иена Макдональда, американского инженера и публициста, основателя Марсианского общества Роберта Зубрина, советского и американского физика Андрея Линде, директора по стратегическому марткетингу Яндекса Андрея Себранта и побеседовать с Яном Топлес, автором научно-популярного канала «ТОПЛЕС».
Специально для фестиваля были расширены вселенные в игре Roblox и игра в павильоне GEEK Pavilion. В рамках мероприятие была проведена большая арт-программа, лекции и мастер-классы известных популяризаторов науки и искусства: Александра Панчина, Шимрит Маман, Олега Артемьева, Антона Первушина и др.
В рамках мероприятия была организована специальная зона для самых маленьких зрителей и родителей — GEEK KIDS с мастер-классами по программированию, лепке, кодированию рисованию и лекциями для родителей по воспитанию, экологии и взаимоотношениях с детьми.